# Kågeröds församling
Kågeröds församling var en församling i Lunds stift och i Svalövs kommun. Församlingen uppgick 2006 i Kågeröd-Röstånga församling.

## Administrativ historik
Församlingen har medeltida ursprung.
Församlingen var till 2006 moderförsamling i pastoratet Kågeröd och Stenestad som även omfattade: från 1962 Halmstads församling och från 1995 Röstånga församling, Konga församling och Asks församling. Församlingen uppgick 2006 i Kågeröd-Röstånga församling.

## Kyrkobyggnader
- Kågeröds kyrka

## Kyrkoherdar
- Jörgen Hansen omnämnd under åren 1546-1571
- Anders Madsen omnämnd 1577
- Jakob Lauritsen omnämnd 1584
- Hans Jörgensen omnämnd 1591 och 1595
- Christen Christensen omnämnd under åren 1610-1636
- Jacob Nielsen 1636-1648
- Jörgen Andersen 1649-1650
- Knud Christensen 1650-1663
- Sten Jacobsson 1664-1696
- Erik Herlin 1698-1723
- Petrus Reinhold Klerck 1726-1775
- Gilius Palm 1775-1785
- Carl Harald Hasselberg 1786-1797
- Olof Kock 1798-1804
- Anders Tullgren 1804-1835
- Jakob Petersson 1836-1849
- Fredrik Thure Gustafson 1849-1893
- Hans Johan Olsson Forsberg 1894-1935
- Kay Rudolf Hansén 1936-1956
- Ove Fridolf Sigvard Andréll 1957-1973
- Leif Tiréus 1973 - 1995
- Annika Linderfalk tf 1991-1995
- Flemming Olesen 1995 - 2018